# Birtle (Manitoba)
Pour les articles homonymes, voir Birtle.
Birtle est une petite ville du Manitoba, entourée par la municipalité rurale de Birtle. Sa population s'établit à 690 personnes en 2001. La ville est localisée à la jonction entre les autoroutes 83 et 42.

## Personnalités
- Bill Derlago, joueur de hockey professionnel de la LNH
- Ron Low, joueur et entraineur de hockey professionnel de la LNH

## Démographie
| 2001 | 2006 | 2011 | 2016 |
| ---- | ---- | ---- | ---- |
| 715  | 662  | 664  | 642  |

## Référence
- (en) Cet article est partiellement ou en totalité issu de l’article de Wikipédia en anglais intitulé « Birtle, Manitoba » (voir la liste des auteurs).

1. ↑  « Statistique Canada - Profils des communautés de 2006 -    Birtle » (consulté le 4 juin 2020)
2. ↑  « Statistique Canada - Profils des communautés de 2016 -   Birtle » (consulté le 3 juin 2020)